# 東京朝鮮中高級学校
東京朝鮮中高級学校（とうきょうちょうせんちゅうこうきゅうがっこう、도꾜조선중고급학교）は、東京都北区十条台にある学校法人東京朝鮮学園が運営する朝鮮学校である。各種学校（非一条校）に属し、日本の中学校・高等学校に相当する教育を行っている。体育館である東京朝鮮文化会館は朝鮮総連が金日成の誕生祝いや4年に一度に開催する総連の最高意思決定機関で、今後の総連の運動方針が採択・執行部選出もされる全体大会である在日本朝鮮人中央大会に使っている。

## 生徒数
全盛期には中級部と高級部を併せて3,000名を超す生徒数のマンモス校であったが、近年は少子化のみならず朝鮮総連からの脱退や離反をした卒業生の増加、また日本の中学校や高等学校へ進学する生徒の増加に伴い生徒数が減少している。この学校に限ったことではなく、また、幼稚園から大学まで全体的な生徒数および学校施設自体の統廃合も進んでいる。さらに言えば、朝鮮学校だけではなく韓国学校も減少しており、これにしても日本の通常の学校施設でも起こっている。
- 2010年3月の時点で727人[5]。
- 2013年度時点で599人（高級部432人、中級部167人）[6]。
- 2017年11月時点で550人（高級部420人、中級部130人）[7]。
- 2023年2月の時点で395人（高級部301人、中級部94人）[8]。
- 2023年4月時点の新入生は122人（高級部91名、中級部31名）[9]。

## 校章
通称「三ペン」。ペンは勤勉を、ペンの根元に重ねたハンマーは勤労を象徴し、それぞれ3つあるのは三千万を表している。三千万（삼천만〈サムチョンマン〉）は、昔の朝鮮の総人口が3000万人だったことから朝鮮語では朝鮮人全体を比喩的に表す。

## 周囲の治安
1961年生れの在日コリアン3世である李淳馹（リ・スンイル）によると、1970年代から80年代にかけ、「"チョンコー" "チョンバック" "チョーパン"。そんな言葉が日本の不良少年たちの間で広く認知された時代」、朝鮮高校を形容する言葉として「"ワル中のワル" "不良の頂点" "恐怖の3ペン"」などがあったという。また、「十条や近隣の池袋、赤羽は、不良たちにとっての危険ゾーンだったし、"ジュウジョウ"という言葉にさえ恐怖を覚える者もいた。」という。

## 沿革
- 1946年 - 日本国内初、在日朝鮮人の中等教育機関として東京朝鮮中等学校 創立（現在の中級部）。
- 1946年 - 東京都知事から設置認可を受ける。
- 1948年 - 高等部（現在の高級部）を併設して東京朝鮮中高等学校と称する。ロシア語の授業が始まる[13]。
- 1949年 - 朝鮮学校閉鎖令施行にともない、東京都立朝鮮人中高等学校になる。
- 1951年 - 王子朝鮮人学校事件が起きる。
- 1955年 - 東京都から移管され学校法人東京朝鮮学園が運営する非一条校（各種学校）の朝鮮学校となる。制服を指定し、男子生徒は折襟（詰襟）の学生服と学生帽、女子生徒はセーラー服とする[14]。
- 1957年 - 朝鮮民主主義人民共和国から在日朝鮮人子弟の民族教育のための「教育援助費と奨学金」が贈られる。
- 1959年 - チマチョゴリを女子生徒の第一制服として指定し「1962年からは完全実施」する[14]。
- 1962年 - 高級部に師範科を設置する。
- 1965年 - 鉄筋5階建て校舎（旧本館）を竣工する。
- 1970年 - 鉄筋4階建て校舎2号館を竣工する。
- 1971年 - 体育館(東京朝鮮文化会館)を竣工する。中級部でロシア語の授業が廃止される[13]。
- 1972年 - この頃までは朝鮮に帰国する事を前提とした教育が行われたが、帰国する在日朝鮮人が少なくなったため以降は日本に定住することを前提とした教育に転換する[13]。
- 1973年 - 高級部でロシア語の授業が廃止される[13]。
- 1974年 - 高級部に商業科を設置する。
- 1977年 - 高級部2年生進級時、「文系クラス」と「理数系クラス」に学級編成を分ける。
- 1986年 - ブレザーを男子生徒の制服として指定する[13][14][15]。
- 1998年 - 新校舎を竣工する。
- 1998年 - 高級部に「情報処理科」および「体育科」を新設する。
- 1999年 - 通学時に女子生徒のチマ・チョゴリが切られる事件の対策としてブレザーを女子生徒の通学時の制服として指定する[14]。
- 2000年 - 高級部の舞踊部がアメリカを訪問して舞踊公演。
- 2001年 - 高級部の生徒が「NHK青春メッセージ2001」に出場し「審査員特別賞」を受賞する。
- 2002年 - 高級部の生徒が「NHK青春メッセージ2002」に出場し「審査員特別賞」を受賞する。
- 2002年 - 中級部・高級部の生徒を含む「在日朝鮮学生少年芸術団」が初の大韓民国ソウル特別市、全羅北道全州市で公演する。
- 2006年 - 創立60周年記念行事を開催する。

## 学科
- 高級部普通科
- 高級部商業科
- 高級部情報処理科
- 中級部

## クラブ活動

### サッカー部
- 1954年 - 高等部蹴球部が第33回全国高等学校蹴球選手権大会に都立高校として出場し、準決勝戦進出（vs.浦和高）。

高級部の体育会クラブは、全国高等学校体育連盟は加盟資格を一条校に限定していたため、1955年に運営が東京都から学校法人東京朝鮮学園に移管されて非一条校の朝鮮学校となって以降、公式戦への出場資格を喪失した。
サッカー部は李済華（東京朝鮮高級学校サッカー部監督）や尹台祚（茨城朝鮮高級学校サッカー部監督）の働きかけによって、高体連には準加盟扱いで1994年よりインターハイに、1996年より高校選手権大会に出場できるようになった。また公式戦に出場できなかった1990年に高校サッカー選手権大会などに代わる場としてサッカー部OB会の主催でイギョラカップを開始し、公式戦出場ができるようになった後も続いている。
- 1990年 - 高級部の蹴球部OB会が発起人となり、その年の全国高校大会ベスト8校を含む全国の強豪校十数校を集めて《第1回イギョラ杯》を開催。
- 1997年 - 高級部の蹴球部が「全国高等学校サッカー選手権大会」東京都予選大会準優勝（決勝戦vs.帝京高）。
- 2008年 - 高級部2年生の蹴球部員1名が「第63回国民体育大会“チャレンジ！おおいた国体”」に初選出。
- 2009年 - 高級部の蹴球部が「関東高等学校大会」に初出場。

### 中級部サッカー部
- 1999年 - 中級部の蹴球部が650余校が参加した「東京都中学校サッカー春季大会」で3位。
- 2007年 - 中級部の蹴球部が630余校が参加した「第46回東京都中学校総合体育大会　兼　第60回東京都サッカー選手権大会」で優勝（決勝戦vs.麻布中）、「第38回関東中学校大会（全国大会予選）」出場。
- 2008年 - 中級部の蹴球部が630余校が参加した「第47回東京都中学校総合体育大会　兼　第61回東京都中学校サッカー選手権大会」で2年連続優勝（決勝戦vs.東村山第四中）、「第39回関東中学校大会（全国大会予選）」に2年連続出場。

### ラグビー部
- 2000年 - 高級部の闘球部が「全国高校大会」東京都予選大会準優勝（決勝戦vs.東京高）。
- 2006年 - 高級部の闘球部員1名が＜第61回国民体育大会＞に初選出。
- 2006年 - 高級部の闘球部が「全国高校大会」東京都予選大会準優勝（決勝戦vs.東京高）。
- 2008年 - 高級部闘球部員1名「第63回国民体育大会“チャレンジ！おおいた国体”」選出。
- 2009年 - 中級部に闘球部を創設、毎日新聞にも紹介される。
- 2009年 - 「2009年度ラグビー高校日本代表候補選手」に高級部の闘球部員1名が選出。
- 2009年 - 高級部の闘球部が「全国高校大会」東京都予選大会準優勝（決勝戦vs.國學院大學久我山高）。
- 2015年 - 高級部の闘球部が「全国高校大会」東京都予選大会優勝（決勝戦vs.明治大学付属中野高）。「第95回全国高校大会」出場。

### 吹奏楽部
- 1987年 - 高級部の吹奏楽部が第35回全日本吹奏楽コンクール・高校の部東京支部代表として出場し銅賞を受賞(当大会のもう１つの東京支部代表は関東一高であり共に銅賞であった）。以後、1991年まで東京都吹奏楽コンクール（当該大会が支部大会であり全国大会への最終予選）へ出場[19]。
- 1988年 - 高級部の吹奏楽部が、日本中国友好協会(東京都)からの推薦を受け、中華人民共和国(北京市・吉林市・瀋陽市)を親善訪問し特別演奏会を開催。金日成主席所縁の地である吉林毓文中学校を表敬訪問。
- 1989年 - 日本高等学校吹奏楽連盟主催の第1回全日本高等学校選抜吹奏楽大会（静岡県浜松市にて開催）へ出場。翌1990年の第2回選抜大会へも連続出場。

### 野球部
- 1991年 - 高級部の野球部が全国高等学校野球連盟主催の公式大会に初出場。

### ボクシング部
- 1994年 - 高級部の拳闘部員6名が東京都代表として全国高校総体に初出場。
- 2001年 - 高級部の拳闘部員が「全国高等学校ボクシング選抜大会」で優勝。

### 体育会クラブ

#### 高級部体育会クラブ
- 蹴球部（サッカー）
- 闘球部（ラグビー）
- 籠球部（バスケットボール）
- 排球部（バレーボール）
- 卓球部
- 陸上競技部
- 芸術体操部（新体操）
- 拳闘部（ボクシング）
- 空手部
- 跆拳道部（テコンドー）

#### 中級部体育会クラブ
- 蹴球部（サッカー）
- 闘球部（ラグビー）
- 籠球部（バスケットボール）
- 排球部（バレーボール）
- 卓球部

### 文化芸術会クラブ

#### 高等部文化芸術会クラブ
- 吹奏楽部
- 合唱部
- 舞踊部
- 民族管弦楽部
- 美術部
- 口演部

#### 中等部文化芸術会クラブ
- 吹奏楽部
- 舞踊部
- 民族管弦楽部
- 声楽部
- 美術部

## 出身者
- 安英学（サッカー選手）
- 金位漫（サッカー選手）
- 金基洙（サッカー選手）
- 金鍾成（サッカー選手）
- 黄誠秀（サッカー選手）
- 姜成浩（サッカー選手）
- 尹誠周（サッカー選手）
- 朴一圭（サッカー選手）
- 韓勇太（サッカー選手）
- 韓勇岐（サッカー選手、韓勇太の弟）
- 梁賢柱（サッカー選手）
- 申在範（サッカー選手）
- 文仁柱（サッカー選手）
- 李聖彰（ラグビー選手）
- 金嶺志（ラグビー選手）
- 安柄俊（サッカー選手）
- 許宗萬（朝鮮総連議長）
- 崔洋一（映画監督）
- 洪昌守（徳山昌守）（プロボクサー）
- 滝浪愛（プロゴルファー）

## 所在地
- 〒114-0033 東京都北区十条台2丁目6番地32号

※十条駅（東日本旅客鉄道（JR東日本）埼京線）から徒歩7分
※東十条駅（JR京浜東北線）から徒歩15分

## 関連文献
- "東京朝鮮中高級学校 (作品と方法(1960-1975))." 建築 (176), p86-89, 1975-07. 中外出版. See profile at CiNii.